# Творовиці
Творовиці (пол. Tworowice) — село в Польщі, у гміні Масловиці Радомщанського повіту Лодзинського воєводства.
Населення — 129 осіб (2011).
У 1975-1998 роках село належало до Пйотрковського воєводства.

## Демографія
Демографічна структура станом на 31 березня 2011 року:
|          | Загалом | Допрацездатний вік | Працездатний вік | Постпрацездатний вік |
| -------- | ------- | ------------------ | ---------------- | -------------------- |
| Чоловіки | 60      | 8                  | 36               | 16                   |
| Жінки    | 69      | 12                 | 36               | 21                   |
| Разом    | 129     | 20                 | 72               | 37                   |